# یواس‌اس دلانگ (دی‌دی-۱۲۹)
یواس‌اس دلانگ (دی‌دی-۱۲۹) (به انگلیسی: USS DeLong (DD-129)) یک کشتی بود که طول آن ۹۵٫۸۳ متر (۳۱۴٫۴ فوت) بود. این کشتی در سال ۱۹۱۸ ساخته شد.